# Jan Baas (VVD)
Jan Baas (Lutjeloo, 12 oktober 1917 – Lochem, 1 januari 2012) was een Nederlands docent landbouwonderwijs en politicus die ruim twintig jaar lid was van de Eerste Kamer voor de VVD.

## Biografie
Baas studeerde landbouwkunde aan de Landbouwhogeschool Wageningen. In die tijd was hij lid van een confessionele Hervormde studentenvereniging en bestuurslid van het Wageningse Studenten Corps. Hij was werkzaam als leraar in het landbouwonderwijs. Na de Tweede Wereldoorlog was hij actief als repatriëringscommissaris in de noordelijke provincies. Van 1948 tot 1952 was hij directeur van de Middelbare Landbouwschool in Deventer.
Hij was lid van het hoofdbestuur van de Partij van de Vrijheid en aansluitend van 1948 tot 1952 lid van het hoofdbestuur van de VVD. Baas was lid van de Eerste Kamer voor de VVD van 8 november 1960 tot 9 juni 1981. Daarnaast was hij van 1963 tot 1979 lid van het Europees Parlement.
Baas werd landelijk bekend toen hij in 1966 het antisemitische verleden van collega-senator Hendrik Adams (Boerenpartij) onthulde tijdens een zitting van de Eerste Kamer. Vervolgens kreeg hij het in de koffiekamer aan de stok met diezelfde Adams, aan wie hij een vuistslag uitdeelde. Volgens Baas waren het opgeklopte zorgen vanuit het verzet. Dit incident haalde ook de buitenlandse pers. Enkele weken later stapte Adams op.

## Onderscheiding
Baas werd gedecoreerd als Ridder in de Orde van de Nederlandse Leeuw.

## Persoonlijk
Baas overleed op 94-jarige leeftijd. Baas was gehuwd en kreeg twee kinderen.
- Parlement.com: vg09lkxm2pt6